# Great Western Main Line
De Great Western Main Line is een belangrijke spoorlijn in het Verenigd Koninkrijk die loopt van Paddington station in Londen naar het westen van Engeland en het zuiden van Wales. De lijn is aangelegd door en vernoemd naar de Great Western railway.
De hoofdlijn loopt van London Paddington naar Temple Meads in Bristol. De South Wales Main Line takt af van de hoofdlijn ten westen van Swindon en eindigt in Swansea. De Reading-Plymouth Line takt af van de hoofdlijn ten westen van Reading en eindigt in Plymouth. De term "Great Western" wordt door Network Rail en andere organisaties ook gebruikt om een grotere groep spoorlijnen aan te geven die verbonden zijn met de Great Western Mainline.

## Geschiedenis

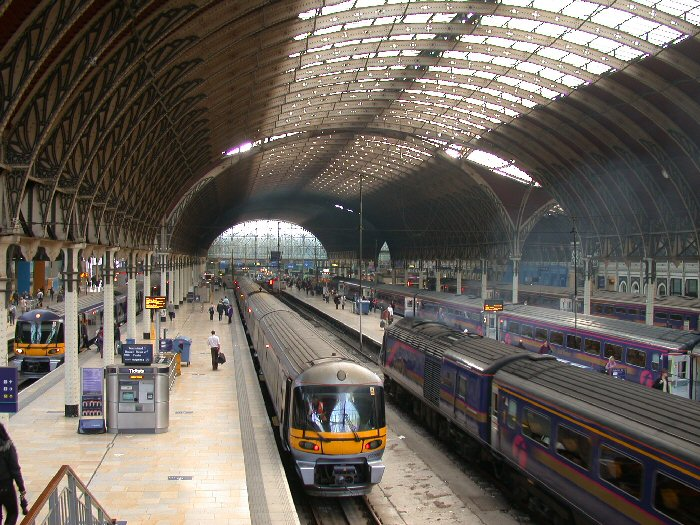
London Paddington station - het eindstation van de Great Western Main Line in Londen

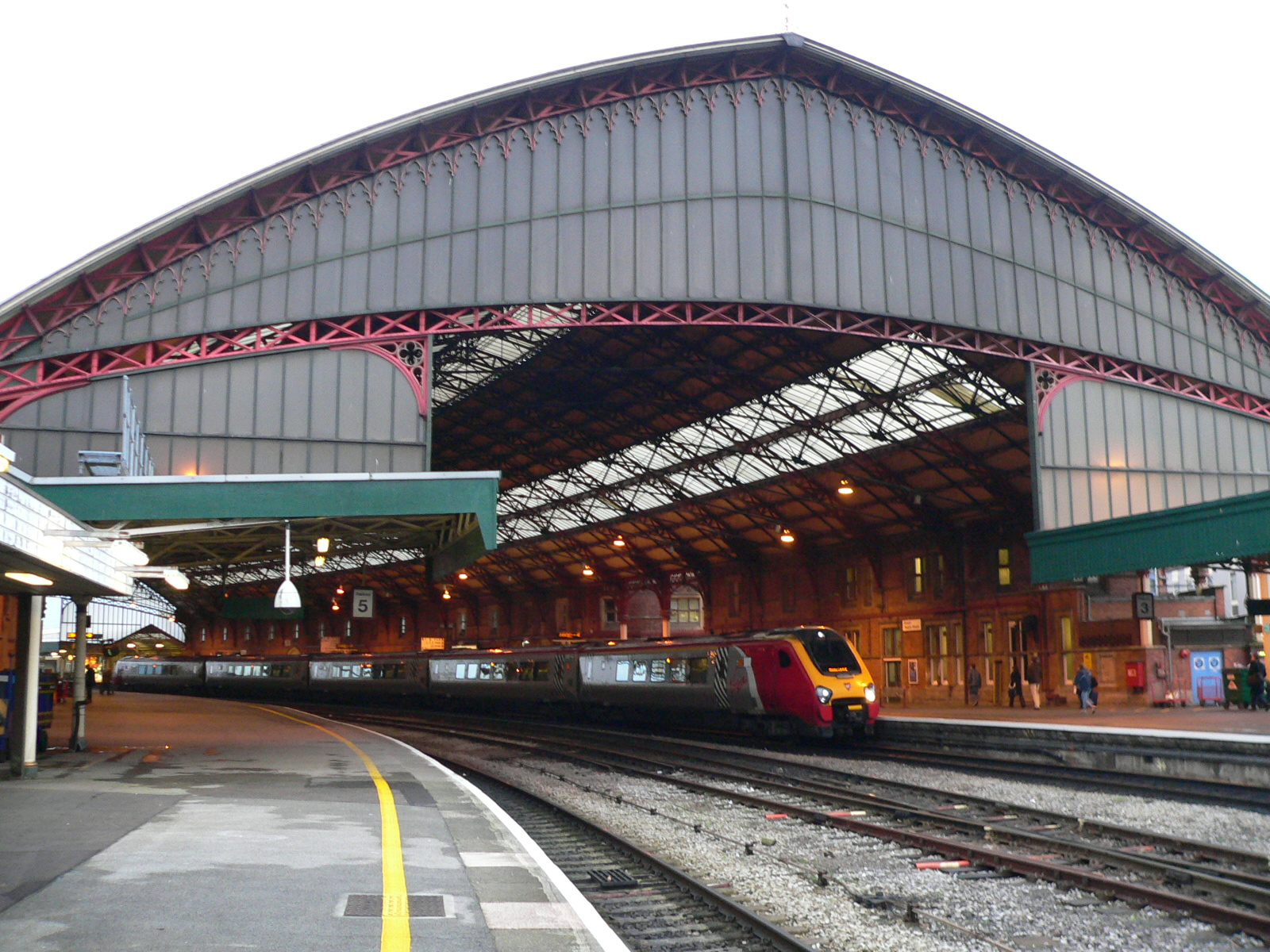
Bristol Temple Meads station aan de andere kant van de lijn

Het eerste deel van de Great Western Railway werd geopend van Londen naar een tijdelijk station ten oosten van de Theems bij Maidenhead op 4 juni 1838. De rest van de lijn werd in fasen geopend:
- Maidenhead tot Twyford – 1 juli 1839
- Twyford tot Reading – 30 maart 1840
- Reading tot Steventon – 1 juni 1840
- Steventon tot Farington Road – 20 juni 1840
- Faringdon Road tot Wootton Bassett Road – 17 december 1840
- Wootton Bassett Road tot Chippenham – 31 mei 1841
- Chippenham tot Bath Spa – 30 juni 1841
- Bath tot Bristol Temple Meads – 31 augustus 1840

Het originele breedspoor met een spoorwijdte van 2140 mm werd aangevuld met een derde rail om treinen op normaalspoor, of smalspoor zoals de GWR het noemde, ook te kunnen laten rijden tussen 1854 and 1875. De breedspoor-rails werd echter pas in 1892 verwijderd nadat alle breedspoortreinen terug gehaald waren naar Penzance.
Van Londen tot Didcot zijn de oorspronkelijke twee sporen uitgebreid tot vier sporen.

## Infrastructuur
De maximumsnelheid op de lijn bedraagt 200 km/u of 125 mijl per uur. De lijn is de jaren '70 aangepast om de nieuwe Intercity 125 te kunnen laten rijden. De lijnen van Paddington naar Didcot zijn begrensd op 144 km/u tot aan Reading en vanaf daar 160 km/u tot aan Didcot.
De lijn is slechts een van slechts twee lijnen van Network Rail die uitgevoerd zijn met een vorm van automatische treinbeïnvloeding, de andere lijn is de Chiltern Main Line. Network Rail wil dit systeem in de toekomst vervangen door ETCS – Level 2.
De lijn is geëlektrificeerd met 25 kV 50 Hz wisselspanning tussen Paddington en Airport Junction, de aansluiting met de lijn naar de luchthaven Heathrow nabij Hayes. Hierdoor kunnen de Heathrow Express en Heathrow Connect met elektrisch materieel rijden. De elektrificatie wordt tot aan Maidenhead uitgebreid in het kader van het Crossrail-project.
Op 23 juli 2009 maakte de Engelse regering bekend dat de hele lijn naar Bristol en Swindon geëlektrificeerd wordt in de komende acht jaar. Dit valt samen met de introductie van de nieuwe Super Express treinen.